# Amplicephalus ica
Amplicephalus ica är en insektsart som beskrevs av Rauno E. Linnavuori 1973. Amplicephalus ica ingår i släktet Amplicephalus och familjen dvärgstritar. Inga underarter finns listade i Catalogue of Life.